# Adunarea Națională (Serbia)
Adunarea Națională (în sârbă Народна скупштина / Narodna Skupština) este parlamentul unicameral al Serbiei. Adunarea este constituită din 250 de deputați aleși proporțional prin vot secret, cu mandate de 4 ani. Adunarea își alege un președinte (vorbitor) care prezidează sesiunile. Actualul președinte al Adunării Naționale este Maja Gojković din 23 aprilie 2014.
Adunarea Națională exercită putere legislativă supremă în Serbia. Adoptă și modifică Constituția Serbiei, alege Guvernul Serbiei, numește și demite judecătorii Curții Constituționale, președintele Curții Supreme de Casație, guvernatorul Băncii Naționale a Serbiei și alți oficiali ai statului. Toate deciziile se iau cu votul majorității deputaților în sesiunea la care se află majoritatea deputaților, cu excepția modificării Constituției, când este necesară o majoritate de două treimi.
Adunarea se întrunește în Casa Adunării Naționale din Belgrad (în sârbă Дом Народне скупштине Републике Србије).

## Competențe

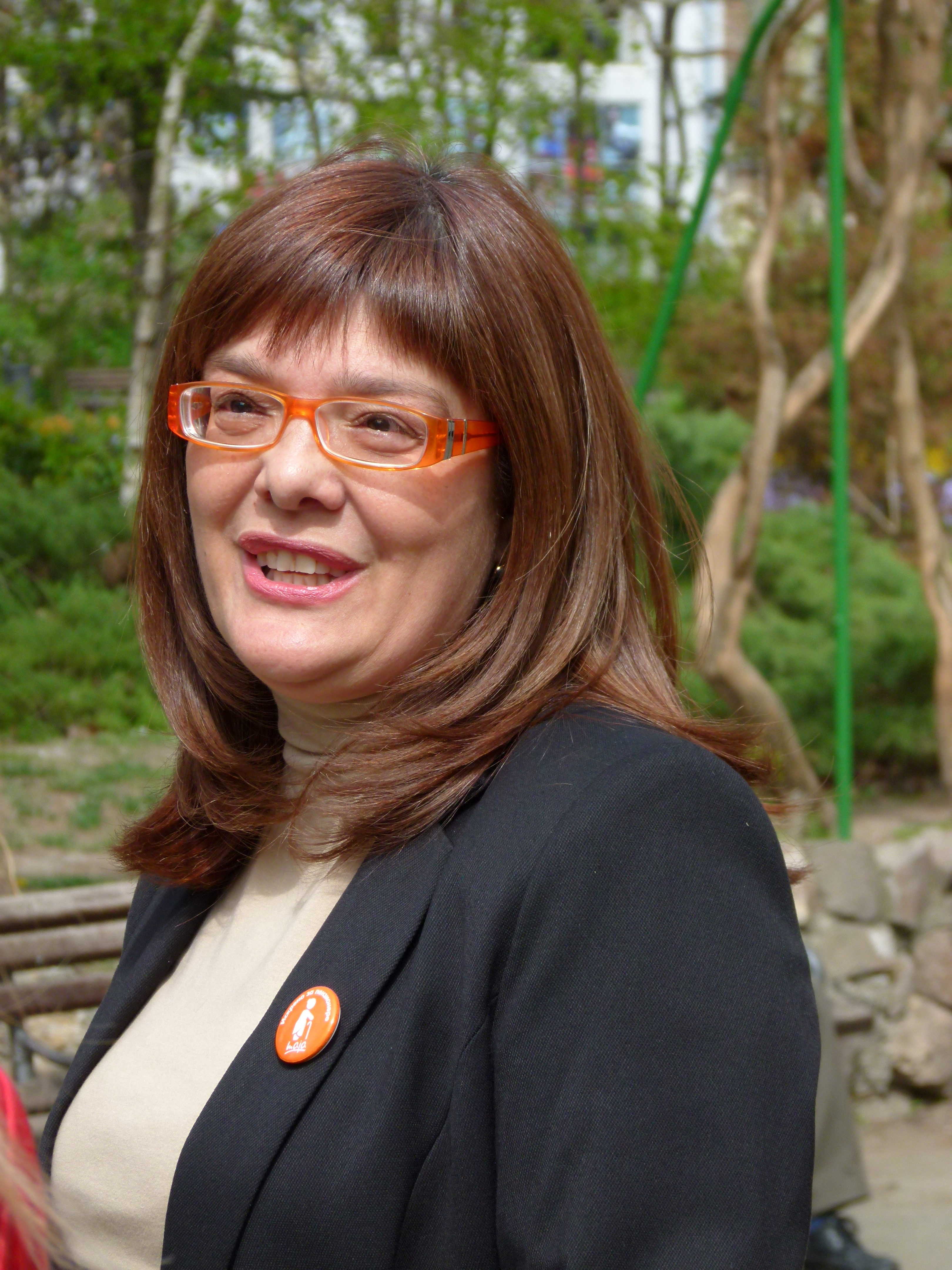
Maja Gojković, președintele în funcție al Adunării Naționale

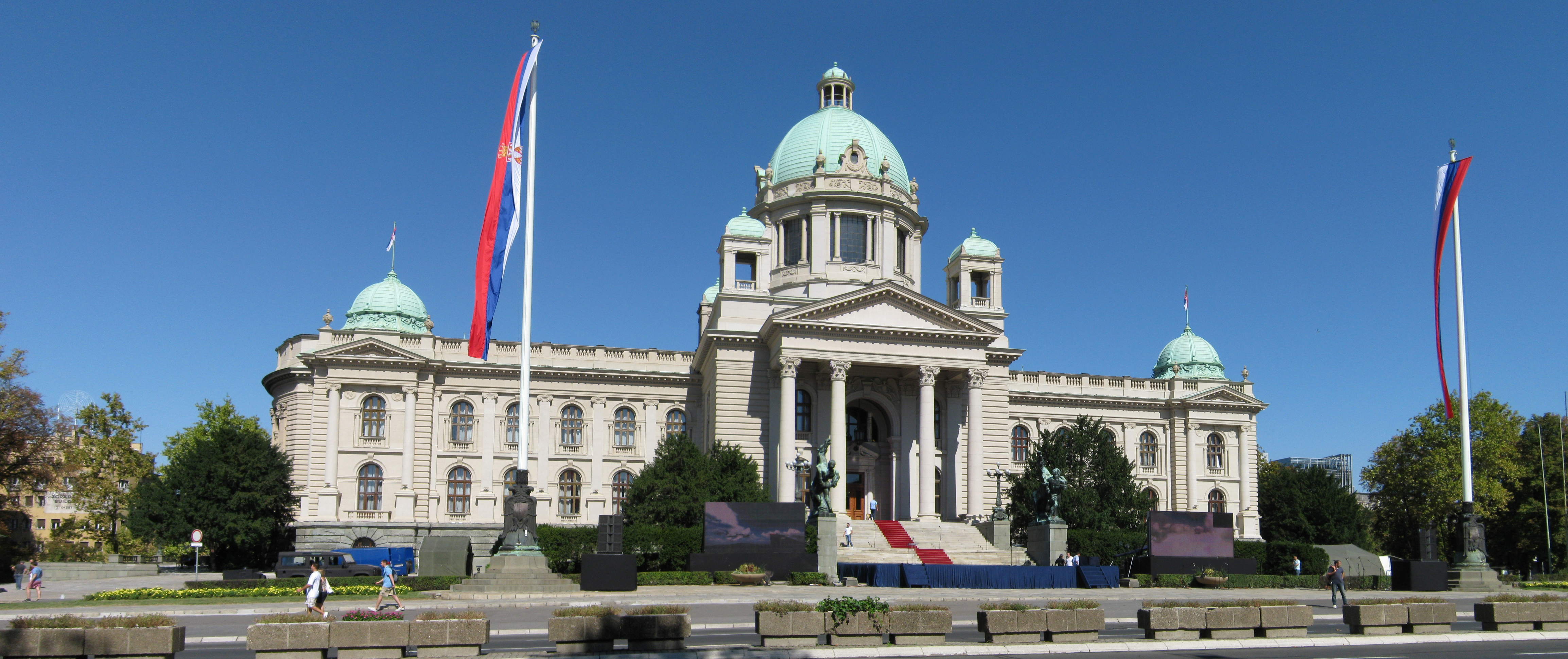
Casa Adunării Naționale a Serbiei

Competențele Adunării Naționale sunt definite de Constituția Serbiei, articolele 98-110:
- adoptă și modifică Constituția Serbiei;
- decide asupra schimbărilor privind granițele Serbiei;
- solicită referendum național;
- ratifică contractele internaționale atunci când obligația de ratificare este prevăzută de lege;
- decide războiul și pacea și declară starea de război sau de urgență;
- supraveghează activitatea serviciilor de securitate;
- adoptă legi și alte acte generale;
- acordă consimțământul prealabil Statutului [unei] provinciei autonome;
- adoptă strategia de apărare;
- adoptă planul de dezvoltare și amenajarea teritoriului;
- adoptă bugetul și balanța de la sfârșitul anului, la propunerea guvernului;
- acordă amnistie pentru infracțiuni;
- alege guvernul Serbiei, supraveghează activitatea acestuia și hotărăște cu privire la expirarea mandatului guvernului și miniștrilor;
- numește și respinge judecătorii Curții Constituționale;
- numește președintele Curții Supreme de Casație, președinții instanțelor, procurorii și judecătorii;
- numește și demite guvernatorul Băncii Naționale a Serbiei și supraveghează activitatea sa;
- numește și concediază alți funcționari prevăzuți de lege.

Efectuează alte funcții prevăzute de Constituție și Lege.

## Alegeri
Alegerile parlamentare sunt reglementate de Constituție. Alegerile sunt organizate după expirarea termenului de patru ani al adunării anterioare. Acestea pot fi organizate și înainte de expirarea termenului de patru ani, atunci când Adunarea respinge Guvernul sau Guvernul demisionează și nu se poate ajunge la majoritate pentru a se alege un nou Guvern. Alegerile sunt solicitate de Președintele Serbiei cu 90 de zile înainte de încheierea mandatului Adunării Naționale, astfel încât alegerile să fie finalizate în următoarele 60 de zile. Întreaga țară este un singur district electoral. Alegerile se fac doar pe baza unor liste parlamentare de partide (se votează o listă de nume a unui partid nu individual). 250 de locuri sunt apoi distribuite între liste folosind metoda d'Hondt. Există un prag minim electoral de 5%, astfel încât numai listele partidelor care primesc mai mult de 5% din voturi li se atribuie locuri în Parlament. Nu există limita de 5% pentru listele minorităților etnice.
După alegeri, prima ședință a noii Adunări este convocată de Președintele Adunării precedente, astfel încât sesiunea să se desfășoare în cel mult 30 de zile de la data declarării rezultatelor finale ale alegerilor.

## Deputații
Adunarea Națională este compusă din 250 de deputați. Cel puțin 30% dintre deputați sunt femei. Deputații nu pot să dețină alte funcții care să reprezinte un conflict de interese. Deputații beneficiază de imunitate parlamentară.

### Președinte, vicepreședinți și Secretarul
Prin votul majoritar al tuturor deputaților, Adunarea Națională alege președintele Adunării (speaker) și unul sau mai mulți vicepreședinți, de obicei un vicepreședinte pentru fiecare grup parlamentar. Președintele Adunării Naționale reprezintă Adunarea Națională, convoacă sesiunile, prezidează și desfășoară alte activități oficiale. Vicepreședintele îl asistă pe Președinte în îndeplinirea atribuțiilor sale în cadrul domeniului său de competență.
În cazul în care președintele este temporar absent, unul dintre vicepreședinții desemnați de acesta se află în locul lui. În cazul în care președintele nu desemnează niciunul dintre vicepreședinți ca să-l reprezinte, cel mai vechi vicepreședinte va fi cel învestit.
Secretarul Adunării Naționale este numit de Adunarea Națională. Secretarul Adunării Naționale îi asistă pe președinte și pe vicepreședinți în pregătirea și prezidarea ședințelor. Mandatul său se încheie la constituirea unei Adunări Naționale nou-alese, în timp ce își continuă exercitarea atribuțiilor până la numirea unui nou secretar. Secretarul nu este ales din rândul deputaților și nu este nici membru al Adunării Naționale.

### Grupurile parlamentare
Grupurile parlamentare din Adunarea Națională trebuiesc formate nu mai târziu de șapte zile de la alegerea Președintelui.
Orice grup de minim cinci deputați (sau mai mulți deputați) poate fi recunoscut oficial ca un grup parlamentar, fiecare deputat fiind autorizat să fie membru doar al unui singur grup la un moment dat. Deși grupurile se bazează în cea mai mare parte pe listele electorale din alegerile parlamentare (sau generale) anterioare, grupurile sunt adesea o colecție diversă de diferite partide, dar și independenți. Acest lucru se datorează sistemului multipartit al Serbiei, cu multe partide având o prezență în legislatură; partidele cu ideologie similară, dar cu o reprezentare redusă, sunt, prin urmare, înclinate să coopereze și să formeze împreună grupuri parlamentare comune pentru a obține mai multe privilegii pe care altfel nu le-ar fi obținut, cum ar fi timp suplimentar de vorbire și sarcini ale comisiilor. Un exemplu elocvent este grupul LDP (liberalii) - LSV (social-democrații din Voivodina) - SDA (democrații din Sandžak).

## Clădire

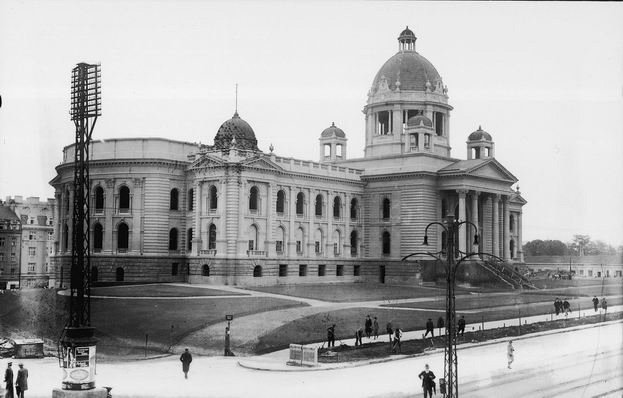
Casa Adunării Naționale a Republicii Serbia în timpul construcției sale în anii 1920

Adunarea națională se întrunește în Casa Adunării Naționale a Republicii Serbia, situată pe Piața Nikola Pašić în centrul orașului Belgrad și reprezintă un punct de atracție turistică. Între finalizarea sa din 1936 și 2006, a fost sediul parlamentului Iugoslaviei și parlamentului Serbiei și Muntenegrului. Primele planuri pentru viitoarea Cameră a Reprezentanților au fost elaborate de arhitectul Konstantin Jovanović în 1891. Planurile sale au fost ușor revizuite din cauza unei noi Constituții de stat care impunea o legislatură bicamerală (în loc de unicamerală). Arhitectul Jovan Ilkić a câștigat un concurs de design din 1901, aderând la planul de bază al lui Jovanovic. Piatra de temelie a Camerei Reprezentanților a fost pusă la o ceremonie publică din 1907 de către regele Petru I în prezența altor membri ai familiei regale și a înalților oficiali. Construcția a durat până în 1936, fiind întreruptă de războaiele balcanice, de primul război mondial și de Marea criză economică. Prima sesiune din clădire a avut loc la 20 octombrie 1936.

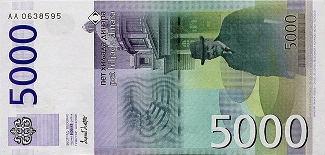
Bancnota de 5000 de dinari (revers)

Clădirea are 13.800 m2 și este proiectata în stil neo-baroc. Interiorul clădirii, finalizat în 1938, a fost proiectat de arhitectul rus Nikolai Krasnov. Acesta a proiectat fiecare detaliu: candelabre, lămpi, mânere, ferestre și mobilier. Planurile sale au fost pictate în acuarelă, nu au fost desene tehnice realizate cu creionul și cu rigla. Parlamentarii nu au avut mult timp la dispoziție pentru a se bucura de Camera Reprezentanților nou construită. După invazia din 1941 a Iugoslaviei de către Germania nazistă și în timpul celui de-al doilea război mondial, Camera Reprezentanților a adăpostit Înaltul Comandament al Germaniei pentru Europa de Sud-Est. Clădirea a fost deteriorată în timpul demonstrațiilor de la 5 octombrie 2000 și apare pe bancnota de 5.000 de dinari. Clădirea parlamentului a fost prezentată în filmul Coriolanus din 2011.

## Legături externe
- http://www.parlament.rs/ Site-ul oficial